# KkStB Yv
Die Dampflokomotivreihe Yv der k.k. Staatsbahnen war eine österreichische Tenderlokomotive. Sie war eine von nur zwei schmalspurigen Typen des Konstrukteurs Karl Gölsdorf und die einzige mit einer Spurweite von 760 mm.
Die kkStB beschafften zur Eröffnung des ersten Teilstückes der Ybbstalbahn 1896 drei Stück dieser Lokomotiven von Krauss in Linz. Aus dem Anfangsbuchstaben der Ybbstalbahn resultiert auch die Bezeichnung dieser Lokomotivreihe, das „v“ steht für den Verbundantrieb der Dampfmaschine.

## Konstruktion

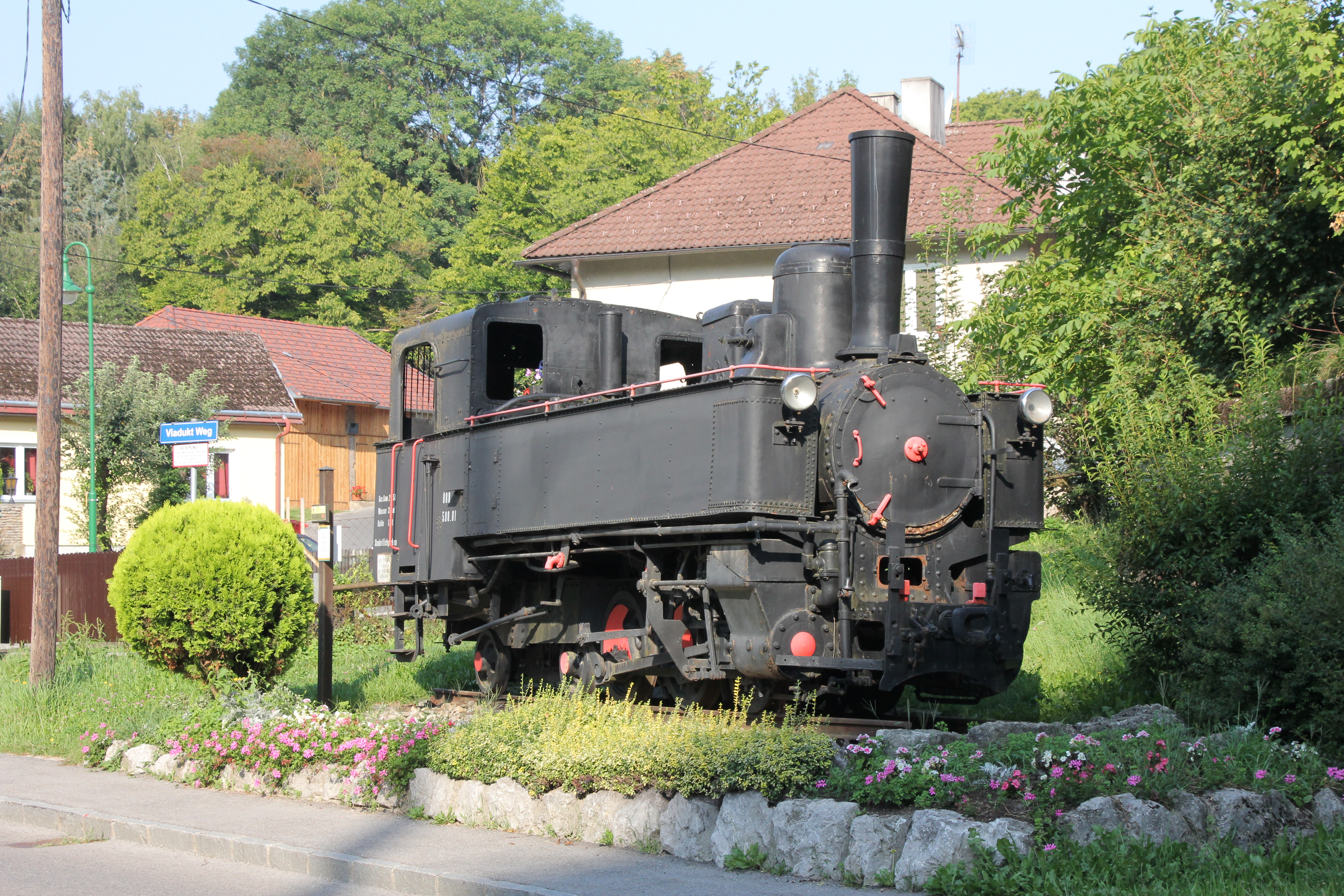
598.01 als Denkmal in Eichgraben

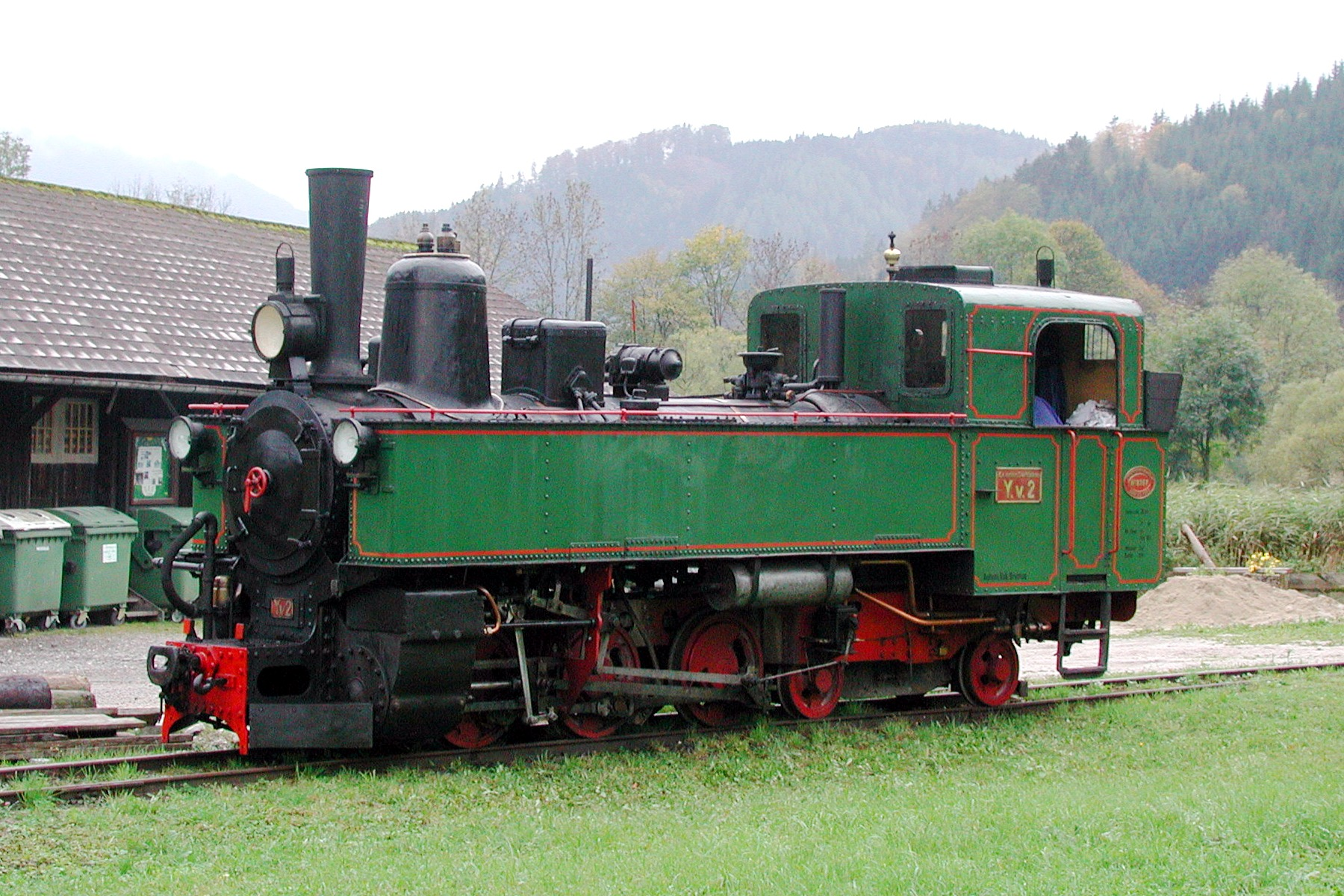
Museumslok Yv.2 in Lunz am See

Die Tenderlokomotiven der Achsfolge C2’ hatten, wie bei der bereits bewährten Reihe U, bei den Treibrädern einen Innenrahmen, der vor den in einem Drehgestell zusammengefassten Schleppachsen zu einem dieses Drehgestell umschließenden Außenrahmen erweitert wurde. Die Radreifen der Räder an der Treibachse hatten keine Spurkränze. Diese Fahrwerkskonstruktion sollte einen guten Lauf bei Bogenradien von 60 Metern ermöglichen. Als Steuerung kam die von Karl Gölsdorf entwickelte Winkelhebelsteuerung zum Einsatz, eine vereinfachte Variante der Heusingersteuerung, die hier erstmals zur Anwendung kam. Bereits frühzeitig wurden die Lokomotiven mit einem Kobel als Funkenfänger nachgerüstet, um bei Feuerung mit billiger Braunkohle Funkenflug zu vermeiden.
Die Konstruktion des Fahrwerks bewährte sich bei dieser Lokomotive jedoch nicht, da sie häufig zu Entgleisungen bei Rückwärtsfahrt führte. Dieser Umstand trug auch dazu bei, dass keine weiteren Exemplare dieser Reihe mehr bestellt wurden. In Folge bevorzugten die kkStB die bereits gut bewährte und billigere Reihe U. Als Ursache der Entgleisungen wurde der starre Drehzapfen des Nachlaufgestells ermittelt, der kein Höhenspiel der Laufachsen zum Ausgleich von Unebenheiten im Gleis zuließ, in Verbindung mit zu starrer Federung der Achsen. Johann Rihosek entwarf einen Umbau der Lokomotiven, der ein Nachlaufdrehgestell mit Innenrahmen vorsah, das in einem Kugelzapfen gelagert war. Um die Führung der Lok im Gleis zu erhalten, musste die Treibachse mit einem Spurkranz ausgestattet werden. Mit diesem Umbau, der sich gut bewährte, änderte sich der Achsstand der Lokomotive von 5.000 mm auf 4.800 mm.

## Einsatz
Die Bestellung der drei Lokomotiven erfolgte am 25. November 1895 bei Krauss Linz. Bereits im Frühjahr 1896 konnten sie von kkStB übernommen werden. Per 18. März 1938 reihte die Deutsche Reichsbahn die drei Maschinen als 99.901–903 ein. Ab 1953 bezeichnete sie die ÖBB als Reihe 598 und setzte sie bis zu ihrer Ablöse durch Diesellokomotiven der Reihe 2095 in den 1960er-Jahren auf ihrer Heimatstrecke im Ybbstal ein. Belegt sind auch Einsätze auf den Waldviertler Schmalspurbahnen und der Steyrtalbahn. Formell ausgemustert wurde die Reihe, erst lange nach ihren letzten Einsätzen, im Jahr 1973.
Heute befindet sich die ehemalige Yv.1 abseits jeglicher Schmalspurstrecke als Denkmal in Eichgraben im Wienerwald, sie ersetzte dort die 298.25. Die beiden anderen Maschinen sind im Besitz des Club 598. Die Yv.2 war eine der ersten auf private Initiative reaktivierten Dampflokomotiven Österreichs, sie wurde im September 2018 unter Denkmalschutz gestellt. Die betriebsfähige Aufarbeitung der Yv.3 ist ein Langzeitprojekt ihres Eigentümers.